# Free Software Foundation
Free Software Foundation, (FSF), är en stiftelse som producerar och befrämjar användandet av fri programvara. Stiftelsen grundades 1985 av Richard Stallman och är främst förknippad med GNU-projektet (ett helt fritt, komplett operativsystem).
Från dess grundande fram till mitten av 1990-talet användes FSF:s fonder främst till att anställa utvecklare för att skriva fri programvara för GNU-projektet. Sedan mitten av 1990-talet har FSF:s anställda och frivilliga arbetat mestadels med juridiska och strukturella frågor för rörelsen.